# Paulchen Pechnelke
Paulchen Pechnelke ist eine deutsche Filmkomödie von 1918 innerhalb der Stummfilmreihe Paulchen. Hauptdarsteller ist Paul Heidemann.

## Hintergrund
Der Stummfilm hat eine Länge von 797 Metern – was circa 44 Minuten entspricht – in zwei Akten. Produziert wurde er von Oliver. Er wurde von der Polizei Berlin im Mai 1918 unter der Nummer 41784 mit einem Jugendverbot belegt.